# 環化付加反応
環化付加反応（かんかふかはんのう、英: cycloaddition reaction）は、あるπ電子系に対して別のπ電子系が付加反応を起こして環を形成する化学反応のことである。環状付加反応（かんじょうふかはんのう）とも呼ばれる。

## 分類法
環化付加反応は反応するπ電子系の骨格を形成する原子の数で分類され、(m+n)環化付加と称される。生成物はm+n員環になる。例えばブタジエンとエチレンが環化付加を起こしてシクロヘキセンを形成する反応（ディールス・アルダー反応）では、反応に関与するπ電子系の骨格原子の数はブタジエンは4、エチレンは2であるから (4+2)環化付加となる。なお[m+n]付加反応と表記されることも多いが、IUPACではこの用法ではブラケットではなくパーレンを使用することを推奨している。また3成分以上のπ電子系が互いに付加するような反応系についても同様の表記がなされる。例えばエチレン3分子が互いに付加してシクロヘキサンになる系は(2+2+2)環化付加反応と表記できる。
また後述するとおり、ペリ環状反応機構で進行する環化付加反応においてはそれぞれのπ電子系の電子数が重要な意味を持つ。
そのため、このπ電子数によって分類することもある。先のブタジエンとエチレンの例では、それぞれブタジエンの電子が4、エチレンが2であるため、[4+2]環化付加反応、あるいはπ電子であることを強調し、[4π+2π]環化付加反応と称する。ブタジエンとエチレンの例では原子数と電子数の表記は同じものとなるが、これは各原子が1つずつπ電子を系に供出しているためである。1,3-双極子では2電子供出している原子があるので、1,3-双極子付加反応は(3+2)環化付加、[4π+2π]環化付加となり、表記が変わる。IUPACは電子数での表記ではブラケットを用いることを推奨している。

## 反応機構
環化付加反応においてはいくつかの異なった反応機構が知られている。

### ペリ環状反応機構
2つのπ電子系が軌道相互作用により環化する反応機構である。反応中間体を生成せず、一段階で環化が起こる。この機構で環化が進行する場合にはウッドワード・ホフマン則に従い、反応の間各分子軌道の対称性は保存される。これによって立体特異的に反応が進行することになる。
ウッドワード・ホフマン則によれば
- 基底状態（熱反応）におけるペリ環状反応は、電子数 4m + 2 のスプラ面型に相互作用する反応要素の数と、電子数 4n のアンタラ面型に相互作用する反応要素の数の合計が奇数であるとき対称許容である。
- 1電子励起状態（光反応）におけるペリ環状反応は、電子数 4m + 2 のスプラ面型に相互作用する反応要素の数と電子数 4n のアンタラ面型に相互作用する反応要素の数の合計が偶数であるとき対称許容である。

(m,nは負でない整数である。)
エチレン同士が反応してシクロブタンになる系ではそれぞれ電子数2の反応要素2つが反応することになるので、熱反応では一方のエチレンがスプラ面型、もう一方がアンタラ面型で反応する過程（[π2s+π2a]過程と表記される）が許容である。しかしこの場合は幾何学的にスプラ面-アンタラ面型の相互作用が不可能なため反応は進行しない。一方、光反応では両方のエチレンがスプラ面型 ([π2s+π2s]) で、または両方のエチレンがアンタラ面型 ([π2a+π2a]) で反応する過程が許容となる。幾何学的にアンタラ面同士での相互作用は不可能であるが、スプラ面同士の相互作用は容易であるので、光によってシクロブタン環生成は容易に起こる。
ディールス・アルダー反応をはじめとする[4π+2π]環化付加は、熱反応において、幾何学的に相互作用が容易なスプラ面-スプラ面型の[π4s+π2s]過程が許容であるので、容易に進行する。
スプラ面-アンタラ面型の環化付加反応は、例は少ないものの立体的な要因によりねじれたπ電子系において見られる。例えばtrans-シクロオクテン誘導体が熱的に二量化してシクロブタン環を作る反応や、ヘプタフルバレンとテトラシアノエチレンの反応が知られている。
ペリ環状反応機構による(2+2+2)環化付加反応は、特定の配置で同時に3つのπ電子系が相互作用しなくてはならない（反応エントロピーが著しく大きい）という要請から、独立した3分子ではほぼ不可能である。しかしπ電子系が分子内で特定の配置に固定されることにより進行する例が知られている。この例としてはノルボルナジエンとアルケンの反応が知られている。
ペリ環状機構による環化付加で位置異性体が生成する可能性がある場合、主な生成物はフロンティア軌道理論で予測できることが多い。

### イオン性反応機構
求核剤と求電子剤の反応により、環化付加が進行する例が知られている。例えばエナミンとα,β-不飽和カルボニル化合物との反応では2-アミノ-3,4-ジヒドロ-(2H)-ピランが生成し、ヘテロ・ディールス・アルダー反応様の(4+2)環化付加生成物が得られる。しかし、この反応は実際にはエナミンのマイケル付加の後、生成したエノラートが分子内でイミンに求核付加する機構で進行している。
またケテンとアルケンの間に見られる(2+2)環化付加反応もイオン的な反応機構によって進行しているとみなすことができる。ただし、ケテンの場合には立体化学が保持される協奏的反応という側面もあり、前述のペリ環状反応機構の特殊な例(ケテンのカルボニル基のπ電子も含めて[π2s+π2a+π2a]と解釈する)とも解釈される。

### ラジカル反応機構
光反応の[2+2]環化付加においてはラジカル的な付加反応により環化付加が起こる例も知られている。カルボニル化合物とアルケンからオキセタンが生成するパテルノ・ビュッヒ反応では、カルボニル化合物が励起されて生じる三重項ジラジカルがアルケンに付加した後、分子内でラジカルが再結合する形式で進行する機構が提案されている。

### 遷移金属による反応
遷移金属錯体は複数のアルケンやアルキンが同時に配位した際にメタラサイクルを形成し、そこから挿入反応、さらに還元的脱離することで環状化合物を形成する。この反応は結果的に見れば環化付加反応である。遷移金属による反応の生成物は他の機構ではあまり見られないような独特のものとなる。特に3成分の環化付加反応は特徴的である。
ブタジエン2分子はニッケル錯体存在下に(4+4)環化付加による二量化を起こし、1,5-シクロオクタジエンを生成する。触媒種によっては1,5,9-シクロドデカトリエンが生成する(4+4+4)環化付加反応が起こることも知られている。
アルキン3分子の(2+2+2)環化付加反応によるベンゼン環の生成はコバルト錯体CpCo(CO)2をはじめとするいくつかの遷移金属の錯体を触媒として進行することが知られている。アルキン2分子とニトリルからピリジンが生成する反応も同様である。
また、アルキン-ジコバルトヘキサカルボニル錯体はアルケンと反応して、アルキン、アルケン、一酸化炭素間で(2+2+1)環化付加反応を起こし、2-シクロペンテノンを生じる。これはポーソン・カンド反応として知られている。